# Gottfried zu Castell-Rüdenhausen
Gottfried Graf und Herr zu Castell-Rüdenhausen (* 16. Januar 1577 in Rüdenhausen; † 6. August 1635 in Castell) war von 1597 bis 1635 Herrscher der Grafschaft Castell.

## Die Grafschaft vor Gottfried
Mehrere gegenteilige Entwicklungen prägten im 16. Jahrhundert die Grafschaft Castell. Zum einen war die Grafschaft zwei kriegerischen Auseinandersetzungen ausgesetzt. Der Deutsche Bauernkrieg des Jahres 1525 hatte viele Gründe. Die Bauern gingen unter anderem gegen die Herrschaften gewaltsam vor, um sich von den übertriebenen Abgaben zu befreien. Ebenso war die Grafschaft dem Markgrafenkrieg ausgesetzt. Beide Ereignisse führten zu einigen Zerstörungen.
Das andere Ereignis war die einsetzende Reformation, die von den Grafen in Castell eingeführt wurde. Die Vorgänger des Grafen Gottfried, die Grafschaft war unter drei Brüdern geteilt worden, hatten zunächst Pfründen in den katholischen Bistümern der Umgebung inne. Im Laufe der Zeit nahmen sie jedoch den neuen Glauben an und untermauerten diese Einstellung mit der Unterzeichnung der Konkordienformel im Jahr 1579.

## Leben
Gottfried wurde am 16. Januar 1577 in Rüdenhausen geboren. Er war der letztgeborene Sohn des Grafen Georg II. zu Castell und dessen Ehefrau Sophia Schenkin zu Limpurg in Speckfeld. Graf Gottfried hatte fünf Geschwister, von denen jedoch nicht alle das Erwachsenenalter erreichten. Der älteste Bruder Wolfgang wurde zunächst als Nachfolger von Georg II. aufgebaut. Nachdem Georg seine Söhne auf eine Linienspaltung verpflichtete, wurde auch Gottfried regierender Graf.
Nach dem Tod des Vaters im Jahr 1597 wurde die Grafschaft gespalten. Während Wolfgang nun in Remlingen und Castell residierte, erhielt Gottfried Rüdenhausen und Wiesenbronn. Insgesamt wurden ihm 389 Untertanen unterstellt, die in 20 Gemeinden lebten. Zusätzlich kamen aus 14 Dörfern 2000 Gulden jährlich in die Regierungskasse der Grafschaft Castell-Rüdenhausen. Graf Gottfried nahm außerdem bescheidene Veränderungen am mittelalterlichen Schloss in Rüdenhausen vor.
Während der Amtszeit des Grafen brach auch in Franken der Dreißigjährige Krieg aus. Zunächst wurde die Grafschaft von den sogenannten Kroatenstürmen heimgesucht. Erst mit dem Eingreifen der Schweden nahmen die Verwüstungen zu. Graf Gottfried besetzte zeitweise außerdem das Amt des Direktors des fränkischen Grafenkollegiums. Gottfried starb am 6. August 1635 in Castell.

## Ehe und Nachkommen
Graf Gottfried heiratete am 16. September 1599 in Obersontheim Anna Schenkin zu Limpurg in Obersontheim. Mit ihr hatte er zwei Söhne, der Erstgeborene Georg Friedrich wurde zum Nachfolger aufgebaut.
- Georg Friedrich (* 21. August 1600 in Rüdenhausen; † 29. März 1653 ebenda)
- Heinrich Albrecht (* 22. August 1603 in Rüdenhausen; † 25. Juli 1633 in Obersontheim)[3]